# Baselios Cleemis
Baselios Cleemis (Thiruvalla, 15. lipnja 1959.) veliki je nadbiskup – katolikos Siro-malankarske katoličke Crkve. Imenovao ga je u Zbor kardinala Katoličke Crkve papa Benedikt XVI. 24. studenog 2012. godine.